# Ray-sur-Saône
Ray-sur-Saône ist eine Gemeinde im französischen Département Haute-Saône in der Region Bourgogne-Franche-Comté.

## Geographie
Ray-sur-Saône liegt auf einer Höhe von 210 m über dem Meeresspiegel, 24 km westlich von Vesoul und etwa 42 km nordnordwestlich der Stadt Besançon (Luftlinie). Das Dorf erstreckt sich im Westen des Départements, an leicht erhöhter Lage am nördlichen Rand des breiten Saônetals.
Die Fläche des 7,88 km² großen Gemeindegebiets umfasst einen Abschnitt des mittleren Saône-Tals. Die östliche und südliche Grenze verläuft meist entlang der Saône, die hier mit großen Schleifen durch eine breite Alluvialniederung nach Westen fließt. Die Talaue liegt durchschnittlich auf 198 m und weist eine Breite von ungefähr einem Kilometer auf. Der Fluss ist zur Wasserstraße ausgebaut, wobei die Schleifen durch einen Kanal abgeschnitten werden. Deshalb besitzt die Saône hier naturnahe Uferpartien und bildet verschiedenenorts kleine Inseln.
Vom Flusslauf erstreckt sich das Gemeindeareal nordwestwärts über die Talaue und einen rund 40 m hohen Steilhang bis auf das angrenzende Plateau. Diese Hochfläche besteht aus einer Wechsellagerung von kalkigen und sandig-mergeligen Sedimenten der oberen Jurazeit. Die fruchtbaren Böden der Talebene und des Plateaus werden überwiegend landwirtschaftlich genutzt. Nach Nordwesten reicht der Gemeindeboden in die ausgedehnte Waldung des Bois des Dames (251 m). Mit 263 m wird auf einer Anhöhe nördlich des Schlosses die höchste Erhebung von Ray-sur-Saône erreicht.
Nachbargemeinden von Ray-sur-Saône sind Theuley und Vanne im Norden, Soing-Cubry-Charentenay im Osten, Vellexon-Queutrey-et-Vaudey im Süden sowie Ferrières-lès-Ray, Recologne und Tincey-et-Pontrebeau im Westen.

## Geschichte
Das Gemeindegebiet von Ray-sur-Saône war schon sehr früh besiedelt. Die frühesten Zeugnisse der Anwesenheit des Menschen stammen aus der Bronzezeit. Zur gallorömischen Zeit befand sich hier ein Oppidum, das eine Furt der Saône kontrollierte.
Erstmals urkundlich erwähnt wird Ray im 10. Jahrhundert unter dem Namen Radiaco. Im Lauf der Zeit wandelte sich die Schreibweise über Raiaco, Raeia, Rail, Rahil und Ras zur heutigen Bezeichnung. Das Gebiet von Ray gehörte dem Kloster Saint-Vincent in Chalon-sur-Saône, das es 1237 an den Herzog von Burgund abtrat. Im Mittelalter gehörte Ray zur Freigrafschaft Burgund und darin zum Gebiet des Bailliage d’Amont. Die Herrschaft Ray existiert seit dem Jahr 1080 und gehörte zu den bedeutenden der Region. Das mächtige Schloss auf der Anhöhe nördlich der Saône war einst von 14 Türmen flankiert. Ray entwickelte sich zu einem Burgflecken und war durch Handel und Gewerbe geprägt.
Mehrfach wurde Ray Opfer von Plünderungen und Zerstörungen: 1439 durch die Grandes Compagnies und 1569 durch die Truppen des Herzogs von Zweibrücken. Während des Dreißigjährigen Krieges wurde der Ort erneut in Mitleidenschaft gezogen und das Schloss teilweise zerstört, als der Herzog Bernhard von Sachsen-Weimar am 22. Juni 1637 hier die Saône mit seinen Truppen überschritt. Zusammen mit der Franche-Comté gelangte Ray mit dem Frieden von Nimwegen 1678 definitiv an Frankreich. Heute ist Ray-sur-Saône Mitglied des 42 Ortschaften umfassenden Gemeindeverbandes Communauté de communes des Quatre Rivières.

## Sehenswürdigkeiten
Ray-sur-Saône hat das Ortsbild eines spätmittelalterlichen Fleckens bewahrt und ist mit dem Label „Petite Cité Comtoise de Caractère“ ausgezeichnet. Im alten Ortskern sind zahlreiche Bürger- und Bauernhäuser aus dem 17. bis 19. Jahrhundert erhalten. Die gotische Kirche Saint-Pancras stammt ursprünglich aus dem 13./14. Jahrhundert und wurde im 16. Jahrhundert verändert. Sie besitzt eine reiche Ausstattung, darunter das Chorgestühl (17. Jahrhundert), eine Kanzel im Louis-XIV-Stil, Statuen und Gemälde aus dem 16. bis 18. Jahrhundert sowie zahlreiche Grabplatten. Zu den weiteren Sehenswürdigkeiten des Ortes zählen mehrere Calvaires (Steinkreuze), das Maison des Moines (16. Jahrhundert) und das Lavoir (Beginn des 19. Jahrhunderts), das einst als Waschhaus und Viehtränke diente. Es ist mit einem ovalen Wasserbecken ausgestattet und öffnet sich zum Hauptplatz mit vier Arkadenbogen. Auf freiem Feld westlich des Ortes befindet sich die Kapelle Notre-Dame (17. Jahrhundert).
Auf dem Vorsprung nördlich von Ray thront das Schloss, das um 1700 im Louis-XIV-Stil wieder aufgebaut wurde. Die drei Flügel dieser Anlage sind in U-Form angeordnet, wobei der gegen das Saônetal ausgerichtete Hauptflügel von zwei mittelalterlichen Türmen flankiert wird. Das Schloss, das von einem englischen Park umgeben ist, beherbergt ein Museum, in dem Exponate aus der Zeit der Herrschaft Ray ausgestellt sind.

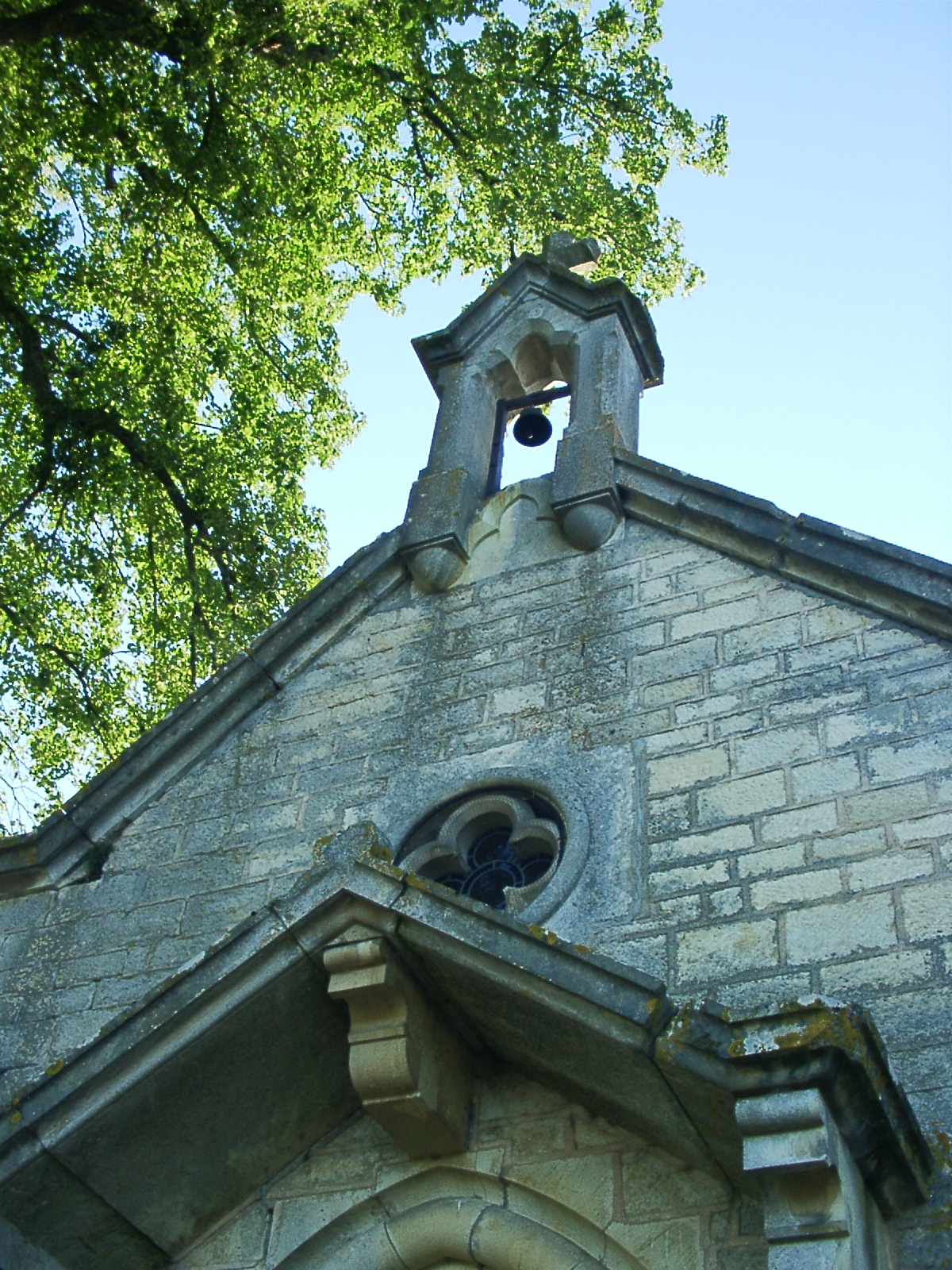
Kapelle Sainte-Anne
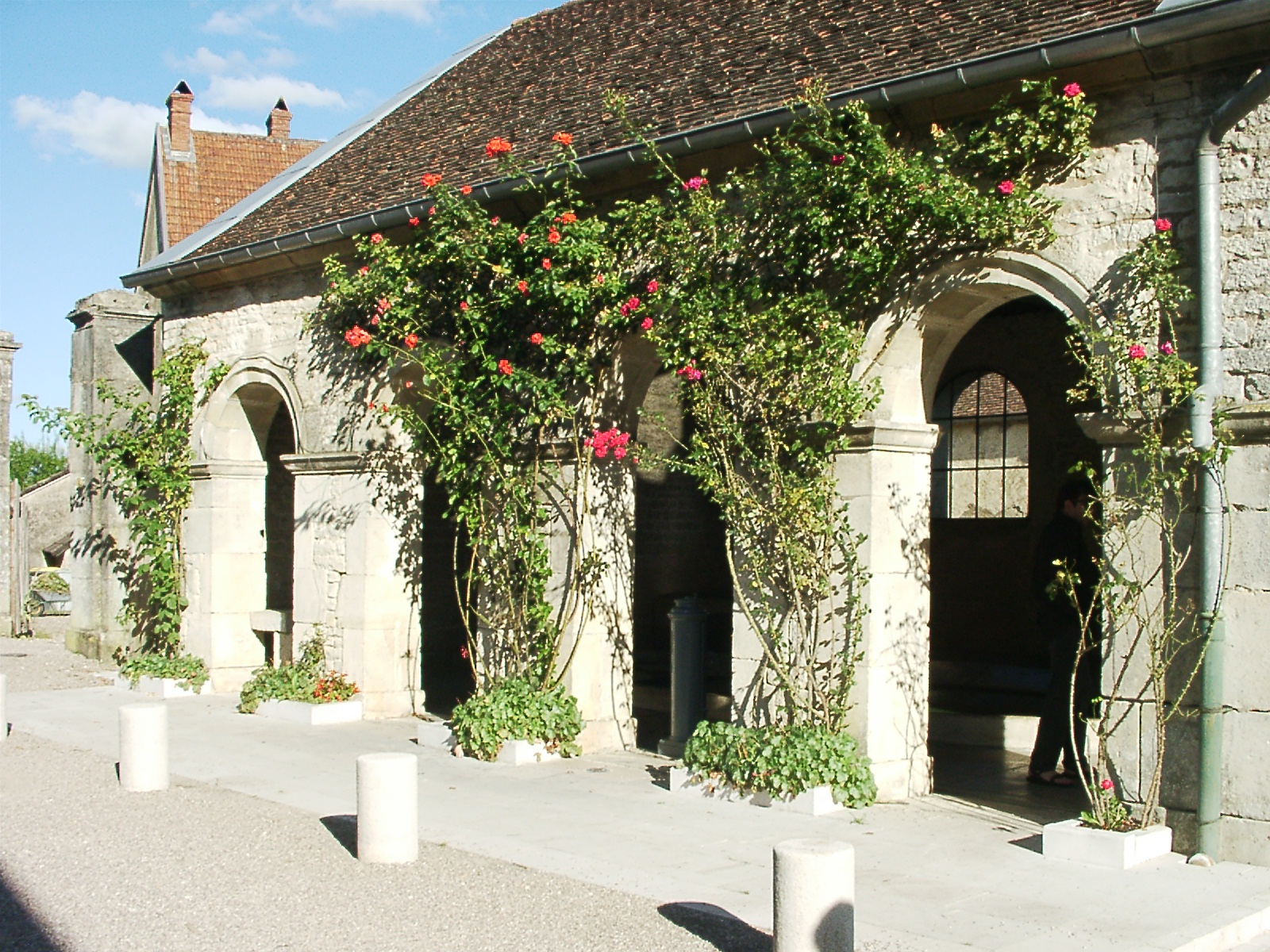
Lavoir
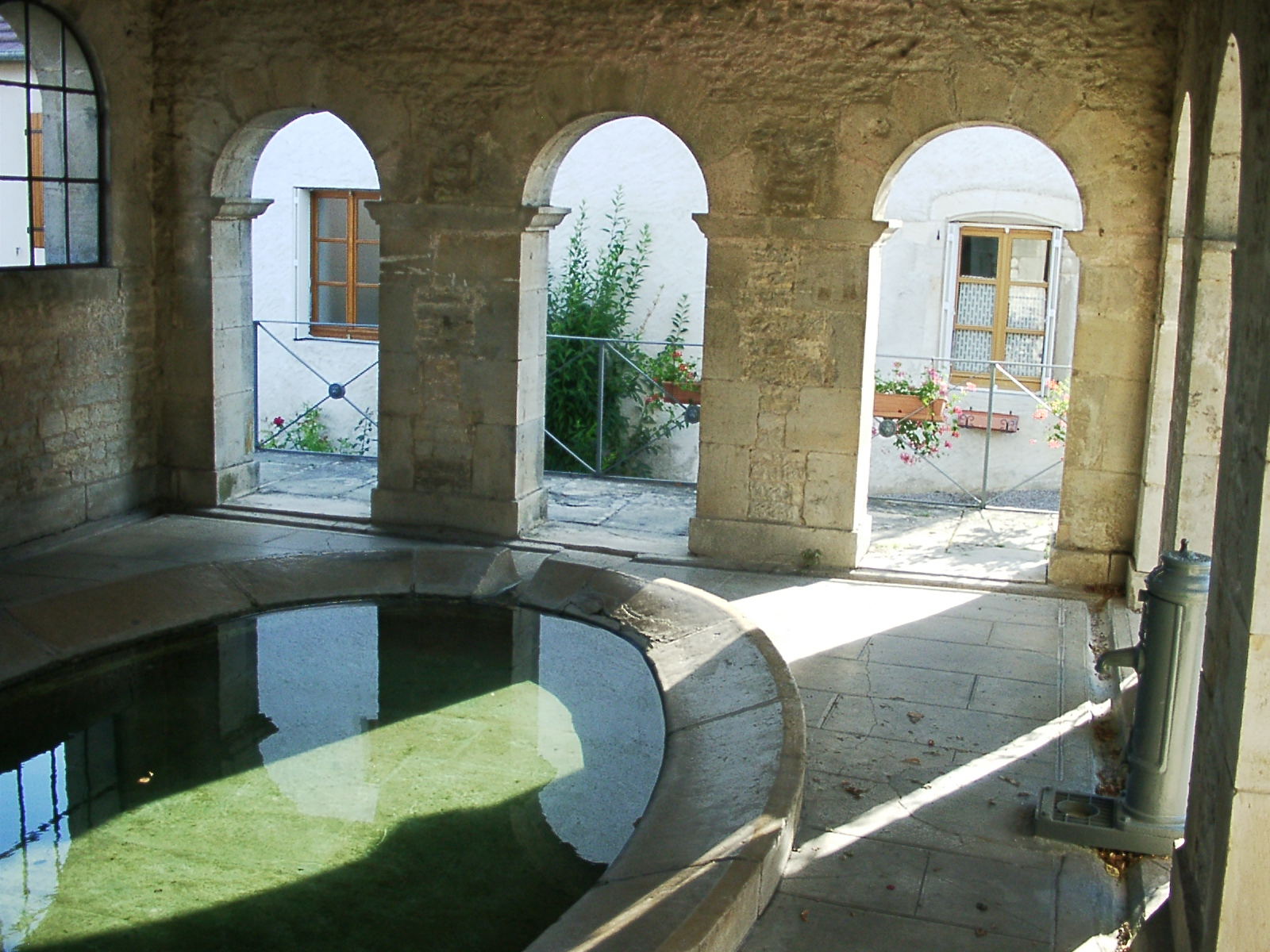
Innenansicht des Lavoirs

## Bevölkerung
| Jahr                       | 1962 | 1968 | 1975 | 1982 | 1990 | 1999 |
| -------------------------- | ---- | ---- | ---- | ---- | ---- | ---- |
| Einwohner                  | 278  | 250  | 224  | 221  | 201  | 192  |
| Quellen: Cassini und INSEE |      |      |      |      |      |      |

Mit 211 Einwohnern (1. Januar 2022) gehört Ray-sur-Saône zu den kleinen Gemeinden des Département Haute-Saône. Nachdem die Einwohnerzahl während der ersten Hälfte des 20. Jahrhunderts deutlich abgenommen hatte (1881 wurden noch 509 Personen gezählt), wurden seit Mitte der 1970er Jahre nur noch geringe Schwankungen verzeichnet.

## Wirtschaft und Infrastruktur
Ray-sur-Saône war lange Zeit ein vorwiegend durch die Landwirtschaft (Ackerbau, Obstbau und Viehzucht) und die Fischerei geprägtes Dorf. Daneben waren jedoch auch Handel und Gewerbe, das von der Wasserkraft abhängig war (Mühlen, Gerberei) von Bedeutung. Heute gibt es verschiedene Betriebe des lokalen Kleingewerbes, vor allem in den Branchen Feinmechanik, Transport- und Baugewerbe. An der Saône besteht ein Elektrizitätswerk. In den letzten Jahrzehnten hat sich das Dorf zu einer Wohngemeinde gewandelt. Viele Erwerbstätige sind deshalb Wegpendler, die in den größeren Ortschaften der Umgebung ihrer Arbeit nachgehen.
Die Ortschaft liegt abseits der größeren Durchgangsachsen an einer Departementsstraße, die von Vellexon nach Lavoncourt führt. Weitere Straßenverbindungen bestehen mit Membrey und Vanne.

## In Ray geboren
- Jean-Nicolas Marjolin (1780–1850), Chirurg und Pathologe